# Vzhodna pravoslavna cerkev
Vzhodna pravoslavna cerkev spada med tri večje veje krščanstva. Razširjeno je predvsem v Vzhodni Evropi in na Bližnjem vzhodu. Za pravoslavje je značilno, da nima enotnega poglavarja, kot je papež pri katolikih. Vsaka državna ali narodna Cerkev je avtokefalna (samostojna) in ima svojega patriarha, ki je njen poglavar.
Izraz pravoslavje ali ortodoksija (grško starogrško ορθοδοξία [orthodoksìa]; iz besed starogrško ορθός [orthòs] - pravi in starogrško δόξα [dòksa] - slava) pomeni vse tiste, ki po lastnem prepričanju prav slavijo Boga. Pravoslavni kristjani opisujejo ostale kristjane, zlasti katolike, z besedo heterodoksija - tisti, ki drugače slavijo Boga.
Vzhodna pravoslavna cerkev se deli na dve večji skupini Cerkva:
1. Prvo skupino imenujemo Vzhodne pravoslavne Cerkve (ali Pravoslavne Cerkve v ožjem pomenu besede).
2. Drugo skupino imenujemo Orientalske pravoslavne Cerkve ali Stare pravoslavne Cerkve.

## Vzhodne pravoslavne Cerkve
Med Vzhodne pravoslavne Cerkve (oziroma kratko kar Pravoslavne Cerkve) uvrščamo naslednjih 15 avtokefalnih Cerkva, s popolnoma avtonomno notranjo ureditvijo:
- Carigrajska pravoslavna Cerkev (vključuje tudi finsko in estonsko pravoslavno Cerkev)
- Aleksandrijska pravoslavna Cerkev
- Antiohijska pravoslavna Cerkev
- Jeruzalemska pravoslavna Cerkev (vključuje sinajsko pravoslavno Cerkev)
- Ruska pravoslavna Cerkev (krajevna cerkev za območje nekdanje Sovjetske zveze, razen Armenije in Gruzije, ter za območje Kitajske in Japonske)
- Gruzinska pravoslavna Cerkev
- Srbska pravoslavna Cerkev
- Romunska pravoslavna Cerkev
- Bolgarska pravoslavna Cerkev
- Ciprska pravoslavna Cerkev
- Grška pravoslavna Cerkev
- Poljska pravoslavna Cerkev
- Finska pravoslavna Cerkev
- Albanska pravoslavna Cerkev
- Češka in slovaška pravoslavna Cerkev
- Ameriška pravoslavna Cerkev

Naštete Cerkve se med seboj priznavajo kot enakovredne in enakopravne in so med seboj v polnem občestvu. Obstaja tudi nekaj Cerkva, ki si prizadevajo za samostojnost, a jih ne priznavajo vse ostale naštete Cerkve, zato jih ne moremo šteti kot polnopravne članice te skupine, npr.:
- Makedonska pravoslavna Cerkev
- Ukrajinska pravoslavna Cerkev
- Črnogorska pravoslavna Cerkev
- Beloruska pravoslavna Cerkev

Na območju Rusije deluje tudi vzporedna Ruska staroobredna pravoslavna cerkev.

### Verovanje Vzhodnih pravoslavnih Cerkva
Vzhodne pravoslavne Cerkve priznavajo vsa verovanja, ki so skupna krščanskim Cerkvam že iz prvih stoletij (glej članek: Krščanstvo - Krščansko verovanje) - zlasti verovanja, ki so bila sprejeta na prvih sedmih ekumenskih koncilih in verovanja, ki jih vsebuje nicejsko-carigrajska veroizpoved. Poleg tega pa obstajajo tudi posebna verovanja oziroma verski nauki vzhodnih pravoslanih Cerkva:
1. Priznavanje apostolskega nasledstva. Pravoslavne Cerkve poudarjajo, da je Božja milost, ki je prešla z Jezusa na apostole, potem prešla s polaganjem rok pri duhovniškem posvečenju v nepretrgani verigi na današnje pravoslavne duhovnike in škofe.
2. Verovanje, da so pravoslavni patriarhi med seboj enakovredni. Pred velikim razkolom so priznavali tudi rimskega papeža za enega od enakovrednih patriarhov - priznavali so mu celo častni naziv »prvi med enakimi« (»primus inter pares«). Danes velja za prvega med enakimi carigrajski patriarh.
3. Verovanje, da je zakramentov sedem in da jih lahko podeljujejo samo duhovniki. Zakramenti se v pravoslavju imenujejo tudi svete skrivnosti, saj gre za stvari, ki očitno presegajo navadno človeško razumevanje. V pravoslavju verjamejo, da je nesmiselno se z razumom poglabljati v pomen zakramentov (tako kot to delajo v katolištvu). Pri zakramentih je treba preprosto slediti Božji volji. Zakramenti so: 
  - krst
  - evharistija
  - maziljenje z miro (birma)
  - spoved
  - bolniško maziljenje
  - zakon (poroka)
  - duhovniško posvečenje
4. Verovanje, da Sveti Duh izhaja samo iz Boga Očeta (glej tudi: nicejsko-carigrajska veroizpoved - dodatek Filioque).
5. Verovanje, da je Boga primerno in potrebno častiti s postom. Pravoslavni verniki se postijo precej pogosteje kot večina drugih kristjanov.
6. Verovanje, da je prav častiti svetnike in svete podobe, če gre pri tem za molitev k edinemu Bogu preko (s pomočjo) svetnikov in podob. Odnos pravoslavnih vernikov do podob (ikon) je dosti globlji kot v katolištvu.
7. Verovanje, da je prav častiti Božjo mater Marijo. Božji materi Mariji je posvečenih tudi veliko praznikov v pravoslavnem koledarju.

## Orientalske pravoslavne Cerkve
Med Orientalske pravoslavne Cerkve (ali Stare pravoslavne Cerkve) štejemo  tiste Cerkve, ki priznavajo samo prve tri ekumenske koncile, zavračajo pa sklepe četrtega - kalcedonskega koncila. Zato jih imenujemo tudi Predkalcedonske Cerkve.
V to skupino uvrščamo naslednje Cerkve:
- Armenska apostolska cerkev
- Aleksandrijska koptska Cerkev
- Etiopska pravoslavna Cerkev
- Eritrejska pravoslavna Cerkev
- Indijska pravoslavna Cerkev
- Sirska pravoslavna Cerkev

Te Cerkve so zavrnile doktrino, da ima Jezus dve naravi: božjo in človeško. Na Kalcedonskem koncilu so za tiste, ki so trdili, da ima Jezus samo eno naravo, uporabili izraz monofiziti. Monofizitizem je bil potem v okviru Rimskega cesarstva prepovedan, v zgoraj naštetih Cerkvah pa se je ohranil. Danes v teh Cerkvah raje uporabljajo izraz miafizitizem - temelj njihovega verovanja je, da sta v Jezusu božanskost in človeškost združeni v eno naravo. V 20. stoletju marsikdo na to gleda že z drugačnim pogledom: v srečanjih med katoliškim papežem in orientalskimi patriarhi so tako sprejeli skupno izjavo, da gre bolj za razliko v načinu izražanja kot pa za razliko v verovanju.

### Asirska Cerkev
Pogosto se v med Orientalske pravoslavne Cerkve uvršča tudi Asirska Cerkev, kar pa ni pravilno, saj se po nauku precej loči od zgoraj navedenih Cerkva.
Asirska Cerkev se je ločila od ostalih krščanskih Cerkva, ko ni hotela priznati sklepov tretjega ekumenskega koncila. Po verovanju je bila Asirska Cerkev blizu nestorianizmu. Bistvo nestorianizma je ločevanje Jezusa na dve osebi: Jezusa človeka in  Jezusa Boga. Obe osebi sta obstajali v istem telesu, a nista bili obe hkrati aktivni. Marija je mati Jezusa človeka, ni pa mati Boga. Čudeže je delal Jezus Bog, na križu pa je trpel Jezus človek. To je poenostavljena razlaga, a kot vidimo gre tudi tukaj predvsem za razliko v razlagi, kot se zrcali v načinu izražanja.
Asirski verski voditelj Babaj Veliki (551-628) je Asirsko verovanje precej približal zahodnemu verovanju v Jezusa, ki ima eno osebnost in dve naravi - božjo in človeško.